# Bulbinella nutans
Bulbinella nutans är en grästrädsväxtart som först beskrevs av Carl Peter Thunberg, och fick sitt nu gällande namn av Théophile Alexis Durand och Schinz. Bulbinella nutans ingår i släktet Bulbinella och familjen grästrädsväxter.

## Underarter
Arten delas in i följande underarter:
- B. n. nutans
- B. n. turfosicola

## Bildgalleri

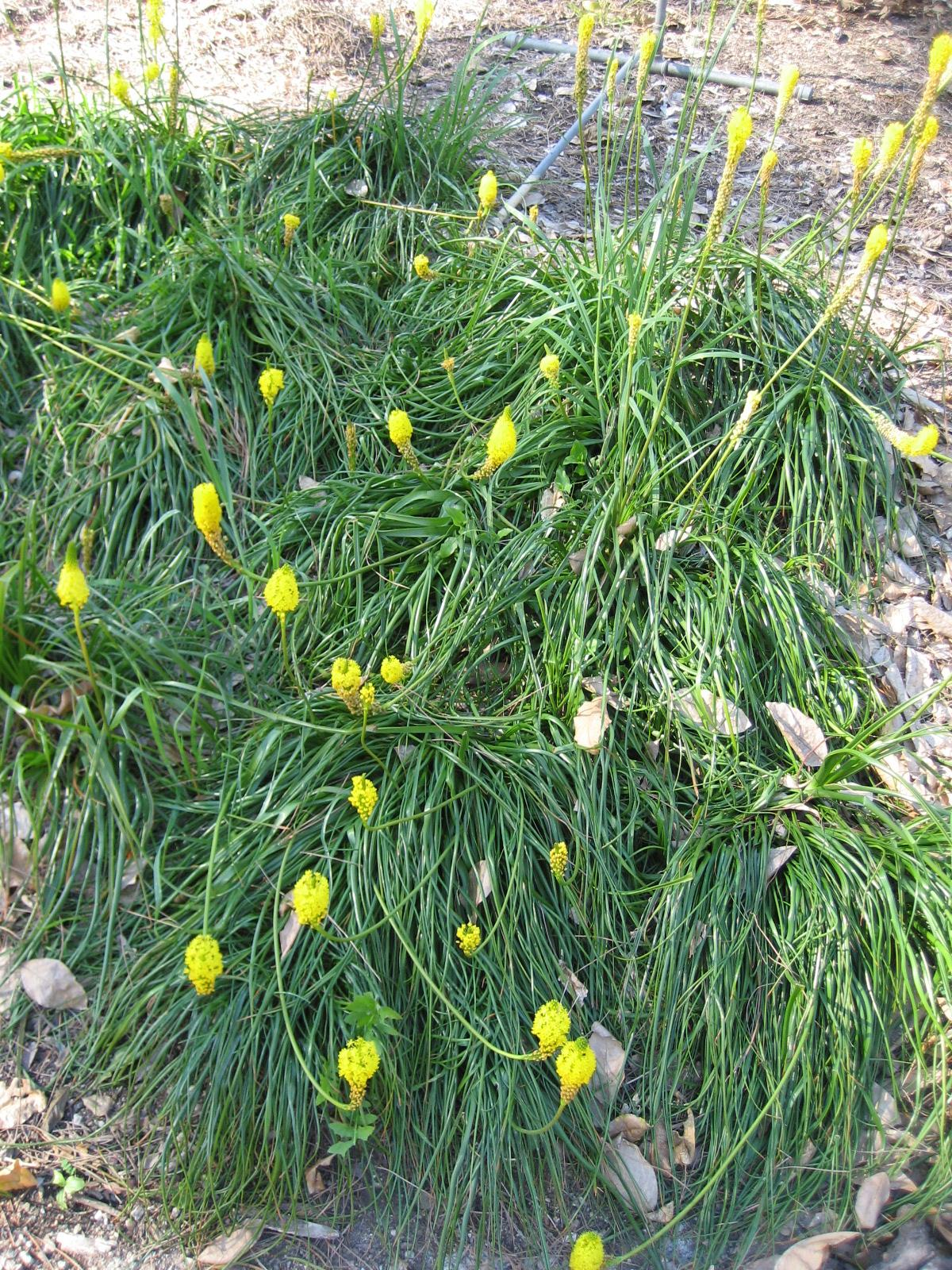
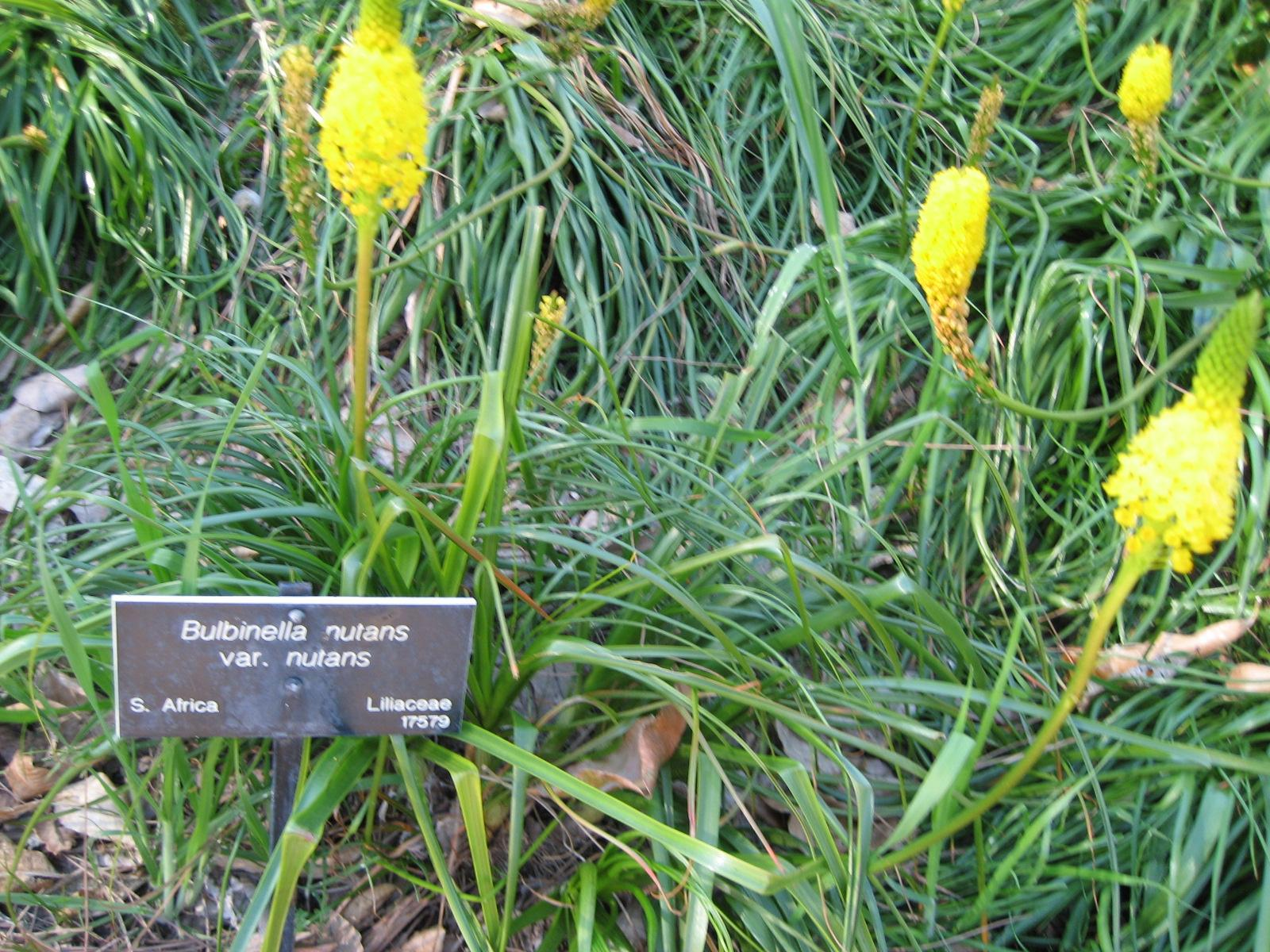